# Icomb
Icomb est un village anglais situé dans le district de Cotswold et le comté du Gloucestershire.
Ce village paisible des Cotswolds est situé près de Stow-on-the-Wold. Il comporte des maisons en pierre typiques ainsi que l'église paroissiale de la Vierge Marie qui a été construite au milieu du XIIIe siècle. La tombe de Sir John Blaket, un chevalier qui combattit avec Henri V d'Angleterre lors de la bataille d'Azincourt, se trouve à l'intérieur de l'église.

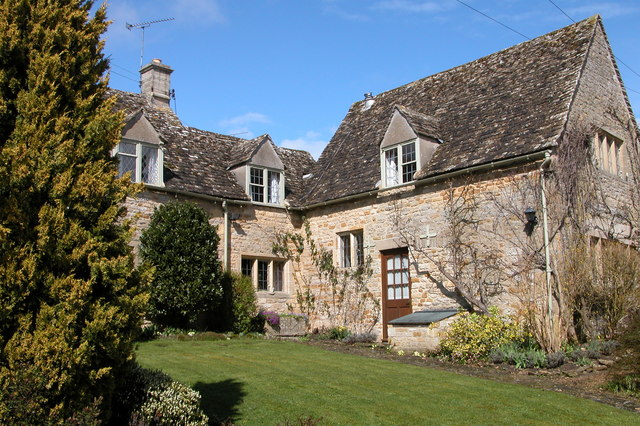
Maisons à Icomb